# Horse Guards (tổng hành dinh)
Horse Guards là một tòa nhà lịch sử và tổng hành dinh của Hộ Kỵ binh Hoàng gia Anh, nằm ở Thành phố Westminster của thủ đô Luân Đôn, nước Anh.
Công trình được xây dựng vào giữa thế kỷ 18, phía bắc Phố Downing, đối diện nhà bảo vệ của Cung điện Whitehall (vốn đã bị thiêu rụi vào năm 1698), một sự kết hợp của các trung đoàn lâu đời nhất và cao cấp nhất trong Quân đội Anh là Đội Cận vệ sự sống và Blues & Royals.

## Vị trí địa lý
Doanh trại Horse Guards và nhà bảo tàng của nó là một trung tâm nghi lễ của Thủ đô Luân Đôn, với lối đi ra Quảng trường diễu hành Horse Guards. Nó nằm trong khoảng cách đến Quảng trường Trafalgar, Quảng trường Quốc hội, Phố Downing, Công viên St James và Cung điện Buckingham.

## Lịch sử

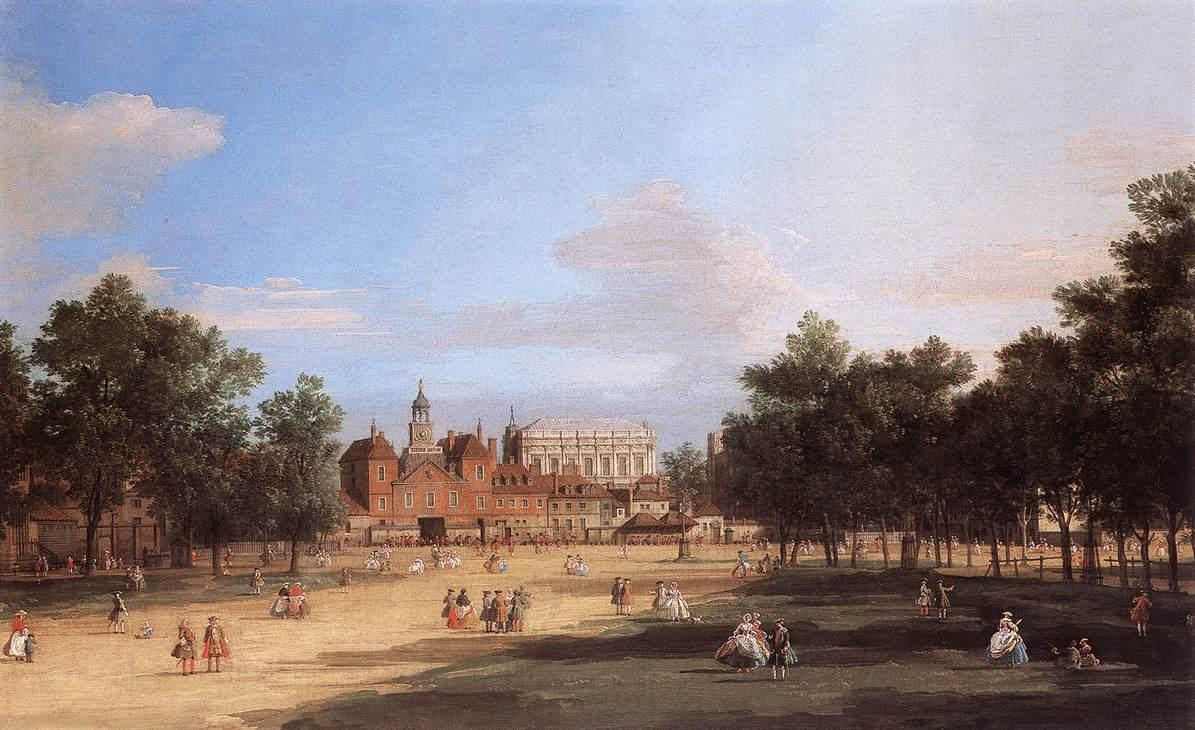
Tòa nhà Horse Guards cũ trước đó năm 1749, nhìn từ hướng Công viên St. James. Tranh vẽ của Canaletto.

Vào Thời kỳ Tudor, vùng đất mà tòa nhà Horse Guards đang hiện hữu chính là sân trong của Cung điện Whitehall. Trong thời kỳ thịnh vượng chung ở Anh, chuồng ngựa dành cho đội kỵ binh đã được xây dựng. Tòa nhà Horse Guards đầu tiên được xây dựng bằng gạch đỏ cho Vua Charles II vào năm 1663. Công trình gồm có một tòa nhà lớn với tháp đồng hồ, bên dưới có một cổng vòm liên kết Cung điện Whitehall với Công viên St. James. Có hai nhà gác hình hộp lớn dành cho lính canh ở phía Whitehall, đối diện với cổng cung điện. Công viên lúc thời bấy giờ là một khu vườn tư nhân khép kín. Cũng giống như hoàng gia, chỉ những cận thần được chọn mới được phép sử dụng khu vườn.
Tòa nhà được thiết kế làm doanh trại cho Trung đoàn Cận vệ của Bệ hạ (King's Life Guard) và nó bao gồm việc ổn định cho hơn 100 chú ngựa cho đội kỵ binh, cũng như doanh trại riêng cho lính gác. Năm 1698, Cung điện Whitehall gần như bị hỏa hoạn thiêu rụi hoàn toàn và Tòa án Hoàng gia chuyển đến Cung điện St James ở Công viên phía sau Horse Guards. Do đó, chức năng chính của Horse Guards cũng đã bị thay đổi sang nhiệm vụ kiểm soát tiếp cận nghi lễ từ Westminster tới St James. Tuy nhiên, Horse Guards vẫn là lối vào chính thức duy nhất của Tòa án và họ đã làm như vậy kể từ thời điểm đó.

## Kiến trúc

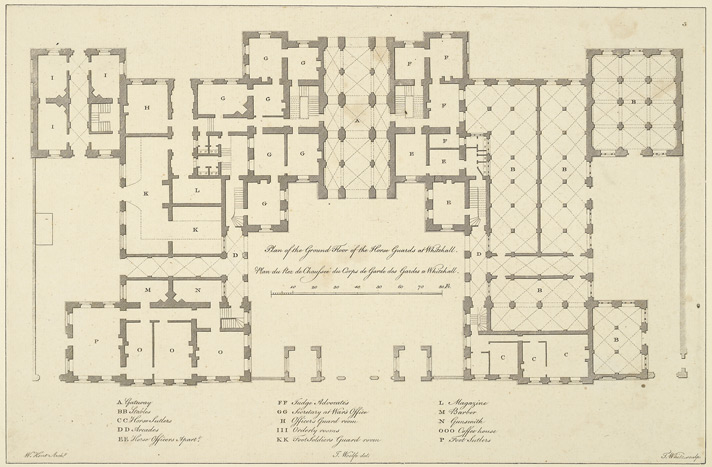
Bản thiết kế tầng trệt Horseguards, thanh lịch và cân đối trong thiết kế của nó, được xây hoàn thành bởi John Vardy, hai năm sau khi kiến trúc sư ban đầu là William Kent của bản vẽ qua đời vào năm 1748.

Horse Guards được liệt kê tòa nhà cấp I ở Anh về Di sản Kiến trúc Quốc gia năm 1970, theo lối kiến trúc Palladian giữa Đại lộ Whitehall và Quảng trường diễu hành Horse Guards.
Horse Guards được thiết kế bởi kiến trúc sư William Kent. Nó được xây dựng từ năm 1750 đến năm 1759 bởi John Vardy và William Robinson từ Bộ Công trình, dựa theo thiết kế của Kent. Chi phí của các tòa nhà là 65.000 bảng Anh và mất gần mười năm để hoàn thành.
Thiết kế của William Kent bị ảnh hưởng nặng nề bởi nhu cầu hài hòa với Tòa nhà Bộ hải quân nổi tiếng nằm phía bên cạnh (hoàn thành vào năm 1725) đã đặt tiêu chuẩn cho kiến trúc của Horse Guards nằm giữa Đại lộ Whitehall vào cuối thế kỷ 18. Các vật liệu làm từ loại Đá Portland, mái nhà bằng đá phiến. Phía trước có khối nhà chính lùi lại phía sau tiền cảnh: phía trung tâm phân rộng ba tầng, rộng ba cửa sổ với một cửa sổ liên kết đến các gian hàng bốn tầng, một cửa sổ; từ cánh phụ các dãy nhà hai tầng bao quanh các mặt phía bắc và nam của khu tiền cảnh và liên kết với phía sau của các gian nhà phía trước đường rộng hai tầng, bảy cửa sổ với các khoảng phá cách ở giữa có ba cửa sổ.

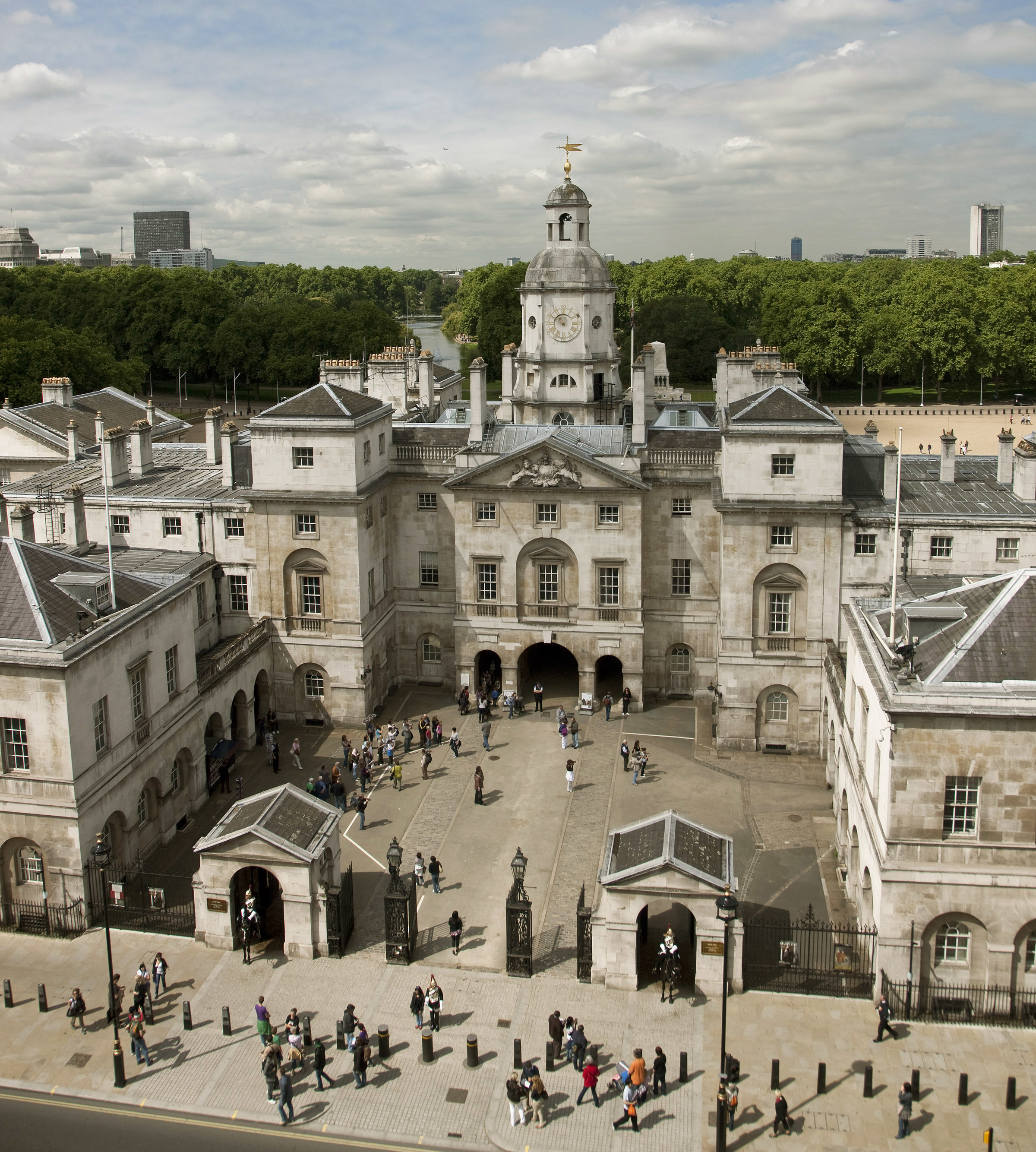
Tòa nhà Horseguards nhìn từ trên cao ở Đại lộ Whitehall.

Thành phần của cổng vòm xe ngựa có mái vòm và lối đi phụ bên dưới khối nhà trung tâm. Các thanh chắn sáng bằng kính lõm; vòm hình bán nguyệt và được đặt thành vòng cung ở tầng trệt; được lưu trữ bằng các đường phào chỉ vào các khoang chính trên tầng một, nơi cửa sổ trung tâm và các cửa sổ ở các gian góc được đặt trong các tấm vòm hình bán nguyệt. Phần bệ của khối nhà chính với các vũ khí chạm khắc của Hoàng gia, lan can phía trên liên kết và phần mái bằng đá phiến hình chóp trên các tầng áp mái của các gian hàng góc.
Mặt trước của Quảng trường diễu hành Horse Guards có khối nhà chính tương tự nhưng với các cửa sổ kiểu Venice với kính trong suốt ở giữa, và tầng một của các gian hàng góc; thay vì một trung tâm được bố trí, một lan can có lan can giả được thực hiện giữa các gian hàng góc. Các gian cánh tòa nhà rộng với ba tầng, năm cửa sổ được lùi ra phía sau nhưng với các tầng trệt có mái vòm cao cấp với lan can và với các gian nhà ga hai tầng, ba cửa sổ và có mái che. Loại thứ hai có các cửa sổ kiểu Venice ở trung tâm, với hai bên là các hốc hình bán nguyệt có cùng kích thước chứa các cửa sổ có bố cục, tất cả đều có lan can bên dưới ngưỡng cửa. Ở mặt trước này, tầng trệt có mặt mộc bằng đá với gỗ tần bì cho đến tầng trên của khối nhà chính và các cánh của gian hàng cuối.
Ở trung tâm của khối nhà chính có một tháp đồng hồ hình bát giác, mái vòm với đèn lồng hình vòm (một đặc điểm phân biệt của Tòa nhà cũ trước đó) đã phá vỡ quy luật kiến trúc Palladian, mang lại nhiều hơn ở đường nét và chi tiết của kiến trúc.

## Tháp Đồng hồ

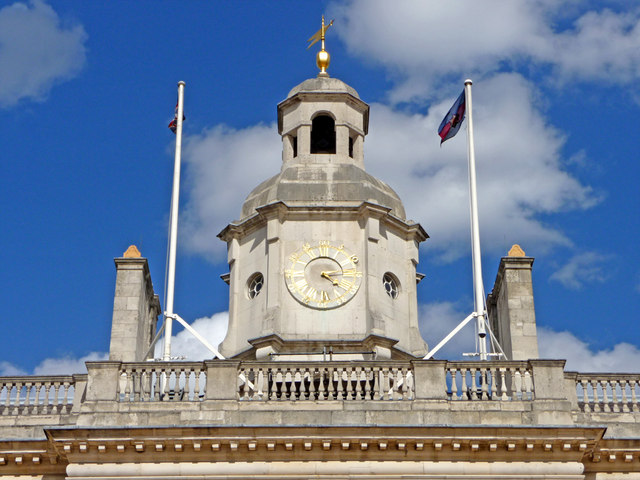
Mặt tháp đồng hồ đang tỏa sáng dưới ánh mặt trời.

Đồng hồ được đặt trong tháp pháo phía trên cổng vào chính; nó có hai mặt, một mặt đối mặt với Cung điện Whitehall và mặt kia là Horse Guards Parade, mỗi mặt số có đường kính 7 feet 5 inch (tương đương 2,25 mét). Tháp được gióng mười lăm phút đồng hồ trên hai tiếng chuông.
Ban đầu, nó được chế tạo bởi Thwaites vào năm 1756, đồng hồ được chế tạo lại vào năm 1815–16 bởi Benjamin Lewis Vulliamy, là người chế tác đồng hồ cho Vua George III. Trước khi hoàn thành Tháp chuông Big Ben vào năm 1859, Tháp Đồng hồ kỵ binh là đồng hồ công cộng chính ở Westminster. Một chi tiết vết đen phía trên số hai La Mã (II), nằm trên mặt đồng hồ được cho là để đánh dấu thời điểm hành quyết Vua Charles I vào năm 1649, diễn ra ở lòng đường bên ngoài doanh trại Horse Guards. Lễ Trooping the Colour bắt đầu hàng năm khi Tháp đồng hồ Kỵ binh bắt đầu điểm mười một giờ trưa.

## Bảo tàng Hộ Kỵ binh

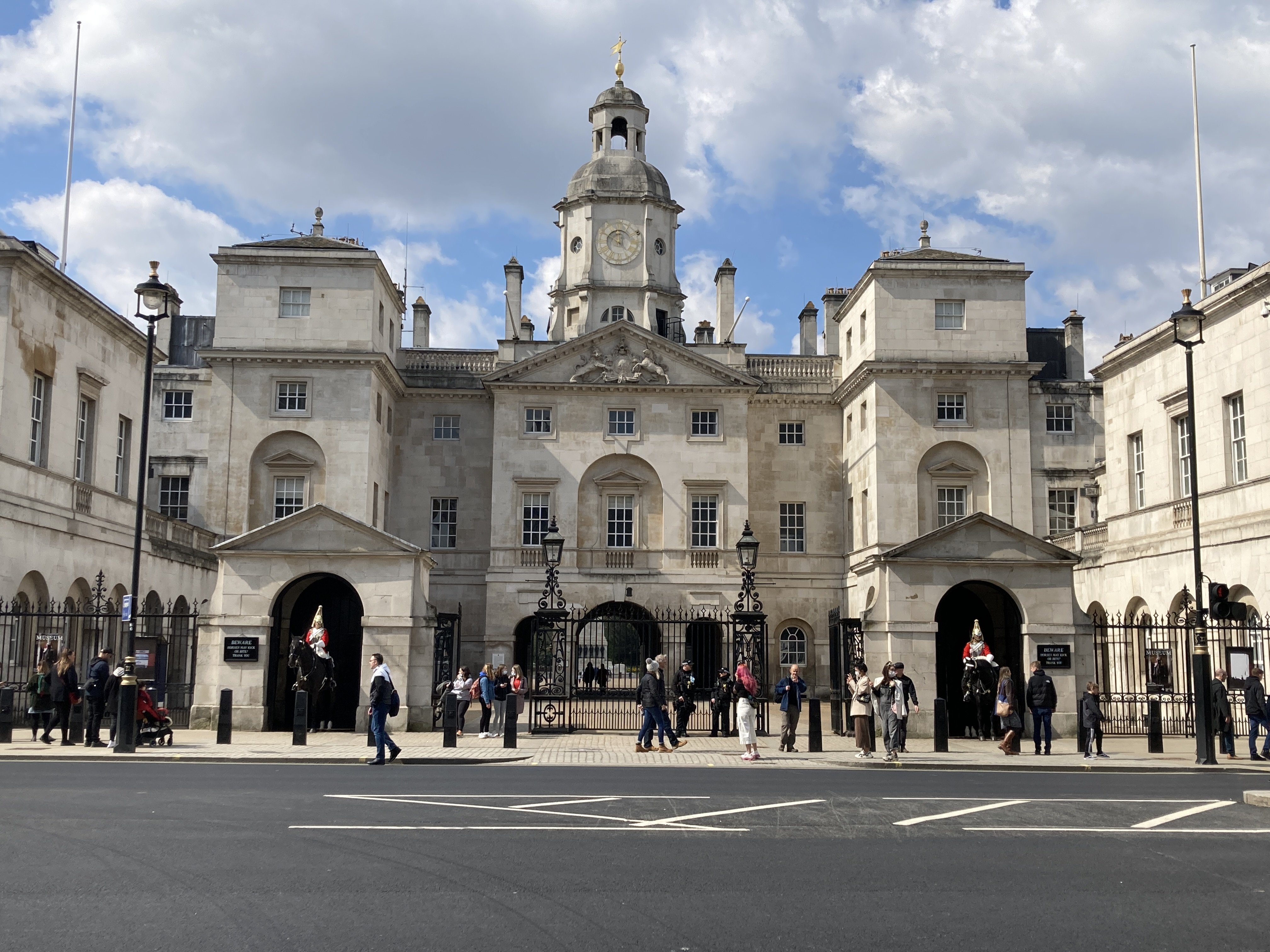
Bảo tàng Hộ Kỵ binh

Bảo tàng Hộ Kỵ binh là bảo tàng chính thức của Hộ Kỵ binh Hoàng gia Anh và nằm trong doanh trại. Từ đó, khách tham quan có thể xem những chú ngựa trong chuồng làm việc, khởi nguồn có từ thế kỷ 18 qua một vách ngăn bằng kính. Các cuộc tham qua trưng bày trong doanh trại giải thích quá trình đào tạo và lịch sử của trung đoàn, bao gồm đồng phục lễ nghi, trang phục, tiêu chuẩn hoàng gia, giải thưởng, nhạc cụ, đồ nội thất ngựa và đồ bạc.
Bảo tàng mở cửa cho du khách có thể nhìn qua phía bên kia của chuồng và xem những người lính đang làm việc. Horse Guards được chào đón để khách tham quan có thể xem qua các cuộc đổi gác của các lính canh và ngựa diễn ra hàng ngày vào lúc 4 giờ chiều. Thông lệ này bắt đầu vào năm 1894, khi Victoria của Anh phát hiện các vệ binh uống rượu và đánh bạc vào buổi chiều thay vì quan tâm nhiệm vụ của họ. Victoria tuyên bố rằng họ sẽ bị trừng phạt bởi cuộc kiểm tra giờ giấc lúc 4 giờ hàng ngày trong 100 năm tới. Tuyên bố và hình phạt này chính thức hết hiệu lực vào năm 1994, và một lần nữa, khi Nữ vương Elizabeth II lên ngôi, bà đã chọn tiếp tục thanh tra họ vì tôn trọng truyền thống.

## Chuồng trại và ngựa

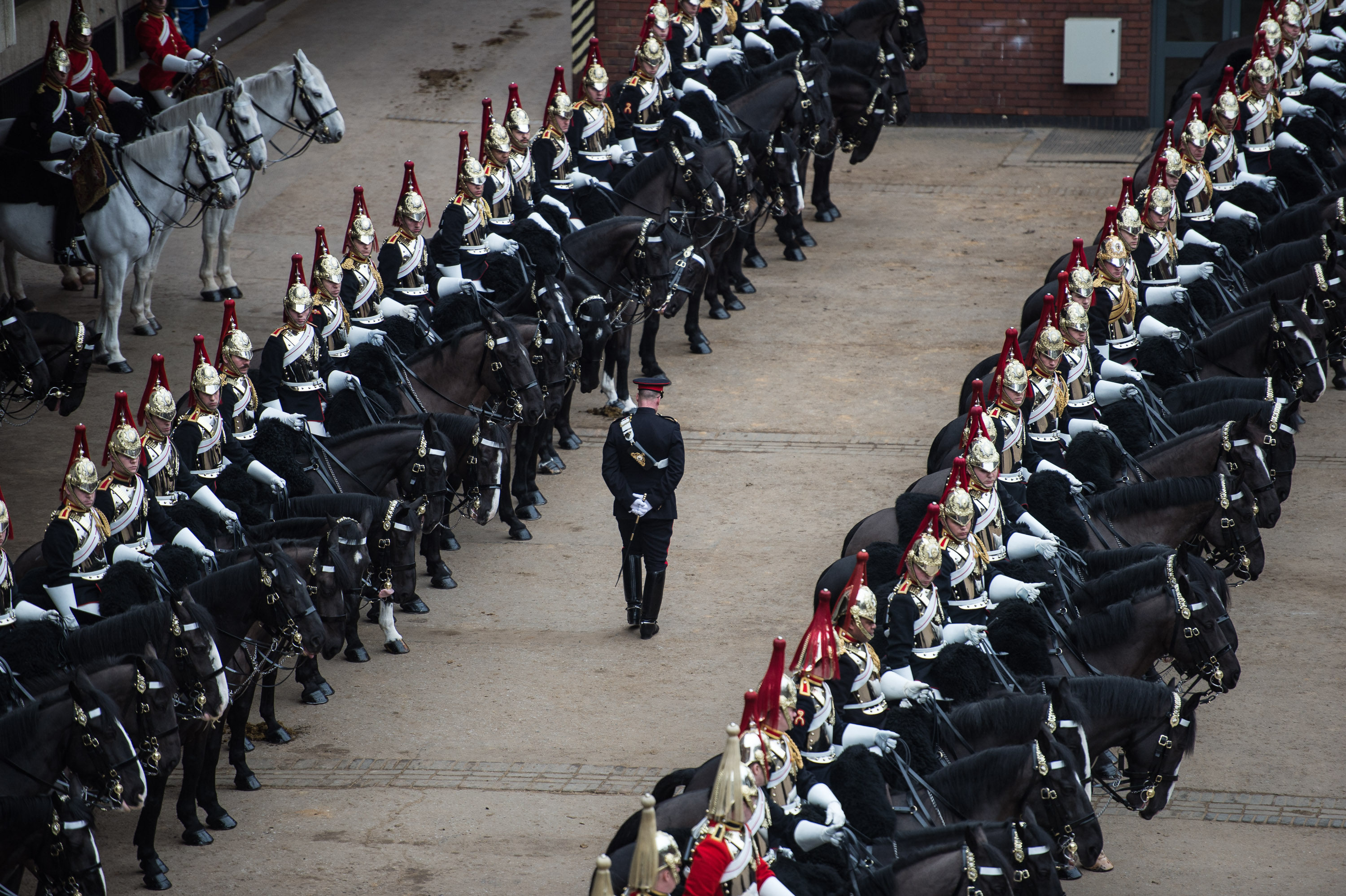
Trung đoàn Hộ Kỵ binh Hoàng gia Anh đang xếp hàng để vị Thiếu tướng kiểm tra.

Hộ Kỵ binh Hoàng gia Anh sở hữu một số chú ngựa tốt nhất trên toàn nước Anh. Tổng cộng, có 235 con ngựa đen bóng, 14 con màu xám lạnh và 4 con ngựa trống tạo nên Hộ Kỵ binh.
Quân đoàn đã đi vào lịch sử và có nguồn gốc từ năm 1660 khi Charles II giành lại ngai vàng sau khoảng cách trong chế độ quân chủ trong triều đại của Oliver Cromwell. Những chú ngựa thường được đặt tên theo các trận chiến hoặc địa điểm quan trọng, và mỗi năm, tên của những con ngựa mới bắt đầu bằng một chữ cái cụ thể. Các sĩ quan thường sẽ có mối quan hệ thân thiết với những chú ngựa mà họ được ghép đôi để làm nhiệm vụ nghi lễ.